# Hazares
Els hazares (persa: هزاره), són un poble de parla persa que viu al centre de l'Afganistan (en la regió anomenada Hazarajat) i (com a refugiats) al sud-oest del Pakistan (a la zona de Queta) i a l'Iran. Són predominantment xiïtes i constitueixen la tercera ètnia de l'Afganistan (aproximadament el 10% del total de la població), composta per uns quatre milions d'individus. La ciutat principal de la regió on viuen és Bamian.
D'origen incert, alguns diuen que són mongols i altres que són turcs, tot i que el més probable és que siguin autòctons barrejats amb aquestes dues ètnies.
La taxa d'alfabetització entre els hazares és superior a la mitjana nacional, i tot i que els nens de sexe masculí formen encara la majoria dels alumnes, almenys un 40% dels infants que passen els exàmens d'entrada a l'institut són avui dia noies. Aquest poble té igualment un gran repertori de música hazara.